# Tavi Gevinson

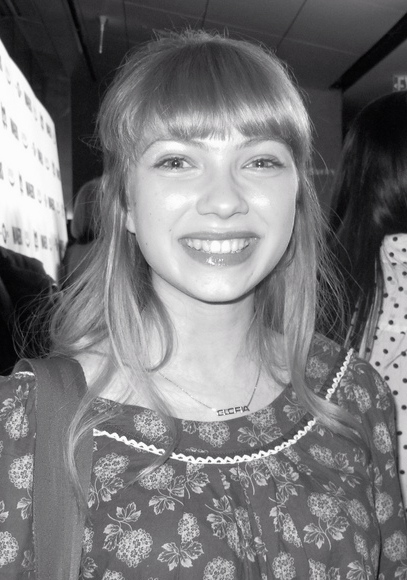
Tavi Gevinson (2013)

Tavi Gevinson (* 21. April 1996 in Chicago, Illinois) ist eine US-amerikanische Mode-Bloggerin.
Am 31. März 2008, im Alter von elf Jahren, begann Tavi Gevinson ihren Mode-Blog „The Style Rookie“, der bald 50.000 Besucher pro Tag anlockte. Sie wurde zu Interviews und zu Modeereignissen in aller Welt eingeladen.
Im September 2011, Gevinson war jetzt 15 Jahre alt, erschien die Startausgabe des Online-Magazins „Rookie“, bei dem Gevinson als Chefredakteurin fungiert. Eine Million Besuche in den ersten sechs Tagen zeigten, dass das Konzept Erfolg hatte. Für den Herbst 2012 ist ein Rookie-Jahrbuch geplant, das die besten Artikel zusammenfasst.
Seit April 2017 betreibt sie einen Podcast.